# L'Osteria della Fola
L'Osteria della Fola è una raccolta di racconti del 2002 dell'autore italiano Giuseppe Pederiali. 
Comprende sette racconti già apparsi su pubblicazioni a diffusione locale, due già apparsi nella raccolta di saggi e racconti Padania Felix e quattro precedentemente inediti.
Il libro ha vinto il Premio Chiara e il Premio Dessì per la narrativa.

## Racconti contenuti

### L'Osteria della Fola
Nel 1952 Aldro Vandi, trentenne professore di scienze naturali dell'Università di Bologna, si reca a Finale Emilia per le sue ricerche di criptozoologia, prendendo alloggio all'Osteria della Fola. Egli spera di riuscire a catturare alcune delle bestie fantastiche che affollano le storie dei contadini per raggiungere la celebrità e rivalersi sui suoi increduli colleghi. Grazie ad un'esca appropriata, riesce a catturare un piccolo drago e lo affida alla custodia dell'ostessa, che, fraintendendo le intenzioni dello studioso, il giorno dopo glielo fa trovare cucinato in tavola.

### Un angelo per Wiligelmo[5]
Mentre cerca nuova ispirazione per scolpire i bassorilievi per il Duomo di Modena, Wiligelmo nota una donna di nome Guillia che gli dice di essere un angelo caduto dal cielo per essere stata colpito da una freccia, trattato come un fenomeno da baraccone e mutilato delle ali perché non fuggisse. Lo scultore non crede alle sue parole, ma decide di usarla come modella per Eva nelle storie della Genesi.
Dopo essere stato ospite dell'abate di Nonantola Gottescalco, che lo vorrebbe a lavorare nella sua chiesa, Wiligelmo torna a casa e non vi trova più Guillia, ma solo una piuma d'uccello.

### Luciana di Casumaro[5]
Luciana è una giovane ragazza di Casumaro, molto attraente. Quando in paese arriva uno zingaro col suo orso ammaestrato, la ragazza ne è incuriosita e pone diverse domande al suo padrone. Tornando a casa, accetta un passaggio in automobile da Nino Sgarzi, autista e factotum di un ricco possidente, e non si oppone alla consumazione di un rapporto sessuale con lui. 

### La Teresa in bichini sulla spiaggia di Porto Garibaldi
Quando a Finale Emilia si sparge la voce che Teresa, una procace ragazza del posto, è in vacanza a Porto Garibaldi e prende il sole in spiaggia in un costume a due pezzi, i giovanotti finalesi organizzano una gita in corriera per avere l'occasione di vederla così abbigliata. Pochi dei partecipanti riescono però a godersi lo spettacolo, forse perché Teresa si è appartata nella pineta con uno di loro.

### Un giorno di Matilde[6]
Un giorno d'agosto dell'anno 1096 Matilde di Canossa fa una cavalcata, accompagnata da due porcari, per ispezionare i confini dei propri domini. Durante la sosta nella capanna di uno dei due, la gran contessa riflette sulla differenza di condizione materiale e spirituale tra lei e il servo della gleba. Dopo un momentaneo pensiero ad abbandonare potere e ricchezze, decide di tornare al castello.

### L'ultimo lupo[7]
L'ultimo lupo della Pianura padana vaga senza una meta, stremato, giungendio infine in un centro abitato dove caccia un ululato prima di morire. Il giorno dopo, la sua carcassa è ritrovata dagli spazzini, che lo credono un comune cane da pastore tedesco.

### Il giardino incantato
I due nobili bolognesi Lucio Agato Prisco e Giovanni Malaguti si recano dall'ex monaco e necromante Teodoro Marusticano, che ha trovato rifugio nelle paludi di Crevalcore, con la statua di un angelo trafugata dalla basilica di Santa Maria dei Servi, per chiedergli di darle vita. L'eremita compie un rito e al posto della statua compare una bellissima creatura androgina, che Lucio porta a vivere con sé nel suo palazzo assieme alla sua collezione di "scherzi di natura", dandole il nome di Elia Lelia. Giovanni parla di lei al ricco lenone Rodolfo Oca, che la vorrebbe per il suo bordello di lusso; questi la fa quindi rapire, ma Elia Lelia suscita la gelosia di Rosalba da Bentivoglio, una donna dalla coda cavallina che si vede scalzata dal suo ruolo di maggiore attrazione del posto, e che pertanto la avvelena. Nel tentativo di salassarla, un medico incide il corpo di Elia Lelia, ma l'effetto è che le sue spoglie scompaiono in una luce intensissima. L'addolorato Lucio fa incidere una lapide con un'iscrizione in sua memoria.

### Azzurra dei rospi va al gran ballo[5]
Azzurra, una bambina che vive nella borgata della Quattrina, nelle campagne tra Finale Emilia e Scortichino, nutre una passione per i rospi, che sono tra i suoi pochi compagni di giochi. Crescendo, però, Azzurra s'interessa di più ai vezzi tipici delle regazze che agli anfibi. Una domenica pomeriggio d'autunno ottiene il permesso di andare con le amiche in una balera di Finale dove s'esibisce il Duo Fasano. All'uscita esse sono accolte da una nebbia fittissima che si aggiunge all'oscurità. Azzurra cade con la bicicletta in un canale e muore per lo shock provocato dal contatto con l'acqua freddissima.

### L'uccello del lambrusco
Ottavio Parmeggiani detto Betonica ha come unico scopo di vita la cattura del foionco, fantomatico uccello con tre zampe amante del vino che avrebbe visto da giovane. Un giorno, a Castelvetro, alcuni ragazzi gli indicano un nido di foionco in cima a una torre; Betonica vi sale e, trovato il nido con un uovo, decide di farsi amico dell'uccello. Viene poi denunciato per schiamazzi notturni e per aver depredato la cantina del prete; la sua storia sul foionco non è creduta.

### La battaglia di Fiumalbo[8]
Una sera, il parroco di Fiumalbo don Paolo si accorge che dal bassorilievo rappresentante la battaglia svoltasi presso il paese nel Medioevo sono sparite tutte le figure. Avverte di ciò il suo amico Amleto, storico dilettante, che constata la stessa sparizione da un'altra scultura. Amleto carica il prete sulla sua Fiat 500 e si reca al Ponte della Luna, dove i due vedono passare una diafana processione di cavalieri, come se si fossero staccati dai bassorilievi e avessero preso vita. Intento, altre persone assistono alla comparsa di spettri: l'anziano Giovanni di Magrignana vede Obizzo da Montegarullo, un cavaliere morto nel 1408 di cui conosceva le gesta, mentre i due giovani Carla e Raimondo, fermatisi sotto la Rocca di Montecuccolo di ritorno dalla discoteca, sono ripresi dallo spirito del castellano Raimondo di Montecuccoli, nato nel 1609, infastidito dallo stereo a tutto volume. Il fantasma dice che si sta recando al Passo della Croce Arcana; i due giovani, pensando che vi si svolga una festa in maschera, decidono di andarci anch'essi, e v'incontrano don Paolo e Amleto, che hanno seguito il corteo. Lo spettro di Matilde di Canossa arringa le altre entità soprannaturali dicendo che un grave pericolo incombe su tutti loro: la perdita della memoria storica da parte delle persone che vivono nei nuovi, frenetici, tempi. Carla, che è rimasta a spiare la scena con gli altri, si sente toccare da qualcosa, probabilmente un animale e caccia un grido, facendo sì che i fantasmi si accorgano di loro. Presi dal panico, le quattro persone viventi si danno alla fuga.
L'indomani tutte le figure sono tornate al loro posto nei bassorilievi.

### La maialata[5]
Nel novembre del 1944 quattro giovani rubano una scrofa a Gilberto Cavazzuti, vicesegretario del fascio, e la nascondono in casa di uno di loro, Paolino Molinari. La famiglia Molinari, pur pregustando la sorte che attende l'animale, gli si affeziona e lo lascia vagare liberamente per l'appartamento. Una notte però la maiala spicca un salto che l'impiantito della casa non riesce ad attutire, collassando. L'unica vittima è il suino, che viene macellato anzitempo.

### La morosa esagerata
Amleto Malavasi detto Scriloto è un oste quarantenne che cerca con ansia una compagna. Non trovandola nella Bassa modenese, decide di andarla a cercare in Russia, partendo con l'autombile carica di bottiglie di lambrusco. Torna dopo qualche mese con una donna che strabilia i suoi compaesani per la sua avvenenza. Per l'invidia l'atteggiamento di questi verso l'oste diventa a poco a poco sempre più ostile, costringendo infine il povero Scriloto a riportarla indietro.

### Profumo di vino
Giuliana Bentivoglio, nata in una vigna mentre sua madre vendemmiava, emana dalla sua persona un caratteristico odore di vino, e per questo teme di essere respinta dai ragazzi. Una fattucchiera a cui si rivolge per il suo problema le spiega che non c'è rimedio, ma la indirizza verso un giovane che ha la sua stessa peculiarità. Giuliana lo trova ed è amore a prima annusata.

## Rapporti con altre opere
Il racconto Luciana di Casumaro avrà un seguito col titolo La Luciana di Casumaro va a Ferrara, poi in Africa nella successiva raccolta Il paese delle amanti giocose, del 2006. Il locale che dà il nome al libro farà poi da sfondo al romanzo La setta dei Golosi, uscito postumo nel 2016.

## Edizioni
- Giuseppe Pederiali, L'Osteria della Fola, collana Narratori moderni, Milano, Garzanti, 2002, ISBN 88-11-66502-7.
- Giuseppe Pederialicollana= Elefanti bestseller, L'Osteria della Fola, Milano, Garzanti, 2016, ISBN 978-88-11-67107-7.